# 南エチオピア人民民主運動
南エチオピア人民民主運動（みなみエチオピアじんみんみんしゅうんどう、英語: Southern Ethiopian People's Democratic Movement）はエチオピアの政党。略称SEPDM。連立与党エチオピア人民革命民主戦線(EPRDF)を構成する主要4政党の1つ。

## 概要
旧称は南エチオピア人民民主戦線(Southern Ethiopian People's Democratic Front,SEPDF)。1989年、ティグレ人民解放戦線(TPLF)を中心に結成されたエチオピア人民革命民主戦線(EPRDF)にオロモ人民民主機構(OPDO)、アムハラ民族民主運動(ANDM)と共に加入。2005年5月15日に行われたエチオピアの国政選挙（en:Ethiopian general elections, 2005）ではエチオピア人民革命民主戦線(EPRDF)の一部として参加し、EPRDFは527議席のうち327議席を占めた。
2005年8月の州議会選挙では、南部諸民族州議会の348議席中271議席を獲得した。